# Zeilen op de Olympische Zomerspelen 1968
Zeilen is een van de sporten die beoefend werden tijdens de Olympische Zomerspelen 1968 in Mexico-Stad. De zeilwedstrijden werden gehouden in Acapulco aan de Mexicaanse zuidkust.
Er werd in vijf klassen om de medailles gestreden, twee alleen voor mannen en drie open klassen (flying dutchman, draken en 5,5m).
Zowel België als Nederland behaalden op deze Spelen geen medailles bij het zeilen.

## Heren

### Finn klasse
| rang   | sporter          | land        |
| ------ | ---------------- | ----------- |
| Goud   | Valentin Mankin  | Sovjet-Unie |
| Zilver | Hubert Raudaschl | Oostenrijk  |
| Brons  | Fabio Albarelli  | Italië      |

### Star klasse
| rang   | sporter                        | land             |
| ------ | ------------------------------ | ---------------- |
| Goud   | Lowell North/Peter Barrett     | Verenigde Staten |
| Zilver | Peder Lunde/Per-Olav Wiken     | Noorwegen        |
| Brons  | Franco Cavallo/Camilio Gargano | Italië           |

### Flying Dutchman
| rang   | sporter                               | land                     |
| ------ | ------------------------------------- | ------------------------ |
| Goud   | Rodney Pattisson/Iain MacDonald-Smith | Groot-Brittannië         |
| Zilver | Ulrich Libor/Peter Naumann            | Bondsrepubliek Duitsland |
| Brons  | Reinaldo Conrad/Burkhard Cordes       | Brazilië                 |

### Drakenklasse
| rang   | sporter                                             | land             |
| ------ | --------------------------------------------------- | ---------------- |
| Goud   | George Friedrichs/Barton Jahncke/Gerald Schreck     | Verenigde Staten |
| Zilver | Aage Birch/Paul Lindemark Jørgensen/Niels Markussen | Denemarken       |
| Brons  | Paul Borowski/Karl-Heinz Thun/Konrad Weichert       | DDR              |

### 5,5 m R-klasse
| rang   | sporter                                     | land             |
| ------ | ------------------------------------------- | ---------------- |
| Goud   | Ulf Sundelin/Jörgen Sundelin/Peter Sundelin | Zweden           |
| Zilver | Louis Noverraz/Marcel Stern/Bernard Dunand  | Zwitserland      |
| Brons  | Robin Aisher/Adrian Jardine/Paul Anderson   | Groot-Brittannië |

## Medaillespiegel
| rang   | land                     | goud | zilver | brons | total |
| ------ | ------------------------ | ---- | ------ | ----- | ----- |
| 1      | Verenigde Staten         | 2    | 0      | 0     | 2     |
| 2      | Groot-Brittannië         | 1    | 0      | 1     | 2     |
| 3      | Sovjet-Unie              | 1    | 0      | 0     | 1     |
| 3      | Zweden                   | 1    | 0      | 0     | 1     |
| 5      | Denemarken               | 0    | 1      | 0     | 1     |
| 5      | Bondsrepubliek Duitsland | 0    | 1      | 0     | 1     |
| 5      | Noorwegen                | 0    | 1      | 0     | 1     |
| 5      | Oostenrijk               | 0    | 1      | 0     | 1     |
| 5      | Zwitserland              | 0    | 1      | 0     | 1     |
| 10     | Italië                   | 0    | 0      | 2     | 2     |
| 11     | Brazilië                 | 0    | 0      | 1     | 1     |
| 11     | DDR                      | 0    | 0      | 1     | 1     |
| totaal | totaal                   | 5    | 5      | 5     | 15    |

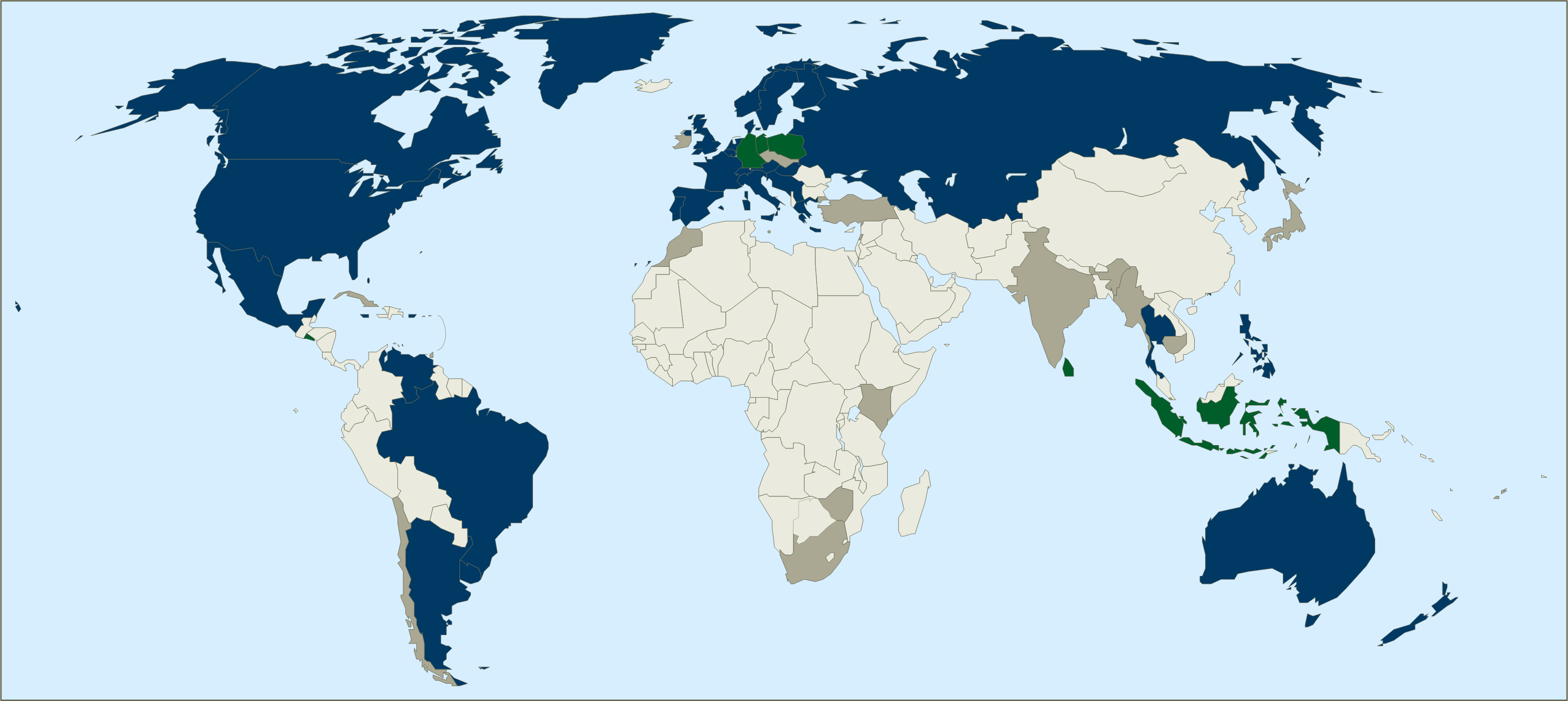
Deelnemende landen in 1968
Olympische klassen in 1968

Athene 1896 · 
Parijs 1900 · 
St. Louis 1904 · 
Londen 1908 · 
Stockholm 1912 · 
Antwerpen 1920 · 
Parijs 1924 · 
Amsterdam 1928 · 
Los Angeles 1932 · 
Berlijn 1936 · 
Londen 1948 · 
Helsinki 1952 · 
Melbourne 1956 · 
Rome 1960 · 
Tokio 1964 · 
Mexico-stad 1968 · 
München 1972 · 
Montréal 1976 · 
Moskou 1980 · 
Los Angeles 1984 · 
Seoel 1988 · 
Barcelona 1992 · 
Atlanta 1996 · 
Sydney 2000 · 
Athene 2004 · 
Peking 2008 · 
Londen 2012 · 
Rio de Janeiro 2016 · 
Tokio 2020 · 
Parijs 2024 · 
Los Angeles 2028

Medaillewinnaars
Atletiek · Basketbal · Boksen · Gewichtheffen · Hockey · Kanovaren · Moderne vijfkamp · Paardensport · Pelota (demonstratie) · Roeien · Schermen · Schietsport · Schoonspringen · Tennis (demonstratie) · Turnen · Voetbal · Volleybal · Waterpolo · Wielersport · Worstelen · Zeilen · Zwemmen